# میل اخنگان
میل اخنگان بنایی آجری است که در فاصله ۲۲ کیلومتری شمال شهر مشهد مجاور روستای اخنگان در کناره جاده توس به پاژ (زادگاه فردوسی) واقع شده‌است. طرح معماری میل به دوره تیموری و قرن نهم هجری منتسب می‌باشد.
بنا بر روایات متون کهن در نزدیکی میل واقع در مدخل دره کارده در سده چهارم هجری نبردی خونین بین والیان و حکام قبلی خراسان و سلطان محمود غزنوی روی داده‌است.

## مشخصات ظاهری
این بنا برج مقبره‌ای به ارتفاع ۱۷ متر است که بر روی سکوی مدوری با هشت نیم ضلعی قرار گرفته‌است و نمای خارجی آن علاوه بر دارا بودن شکل مدور با هشت نیم ستون الحاقی تزئین شده‌است. بر راس بنا گنبدی از نوع مخروطی قرار گرفته که با کاشی‌های لاجوردی و فیروزه‌ای در نوارهای افقی تزئین شده‌است. به‌طور کلی معماری این اثر میل‌های دوران تیموری را القاء می‌نماید.

## هویت مدفون
علی رغم اینکه هویت مدفون در این بنا مشخص نیست برخی از منابع آن را ساخته‌ای بر فراز مدفن دختری هندی می‌دانند که در راه زیارت دار فانی را وداع گفته‌است. عده‌ای نیز این بنا را این محل قبر «گوهرتاج» خواهر گوهرشاد همسر شاهرخ تیموری است.
برخی از محققین به استناد نقوش زنانه گلهای مینایی سطح بنابراین باورند که این میل برای آهنگان خاتون نامی بنیان شده‌است.

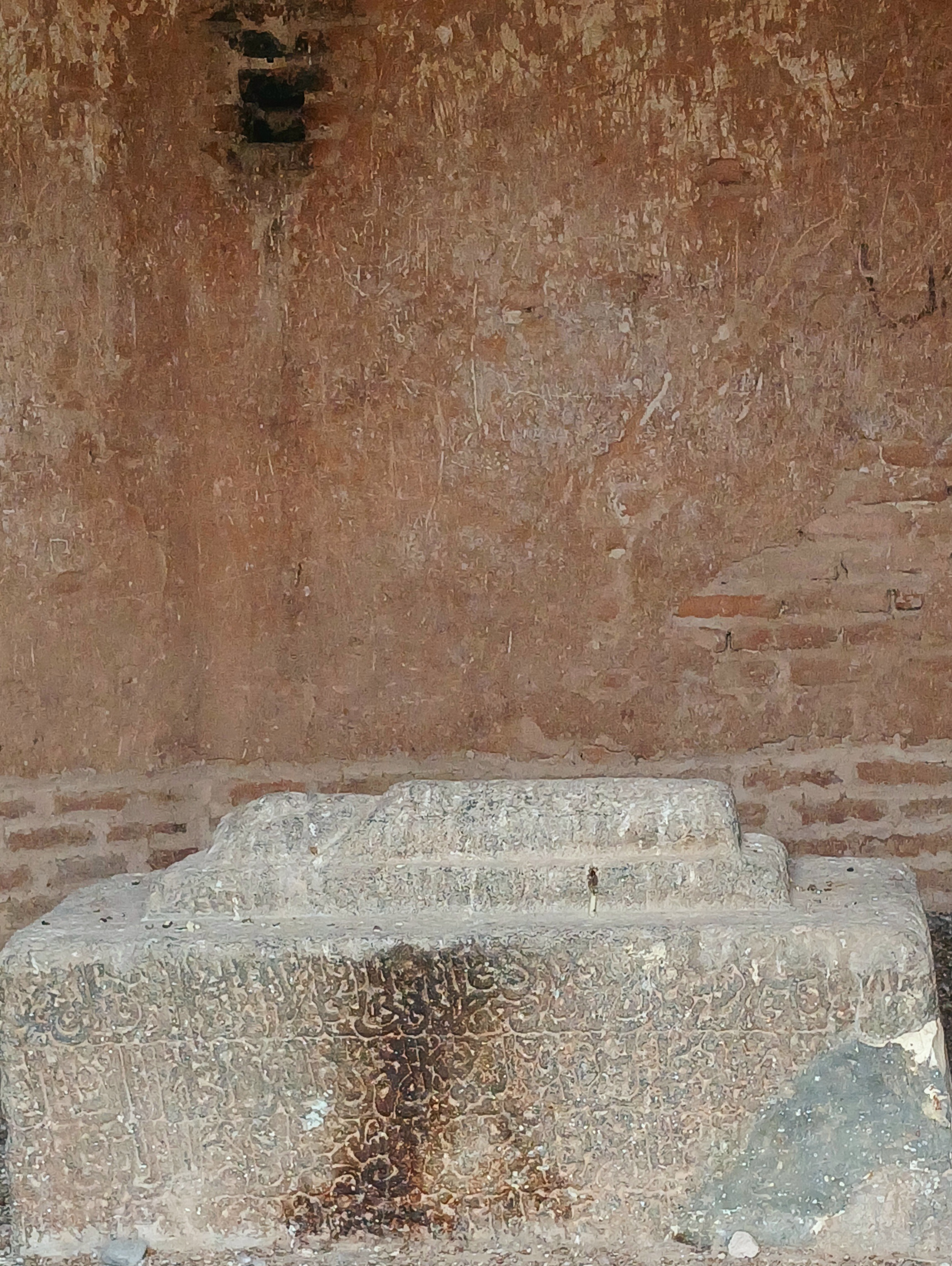
سنگ مزار شخص مدفون در برج که با خط عجیبی برروی آن نوشته شده است

## نگارخانه

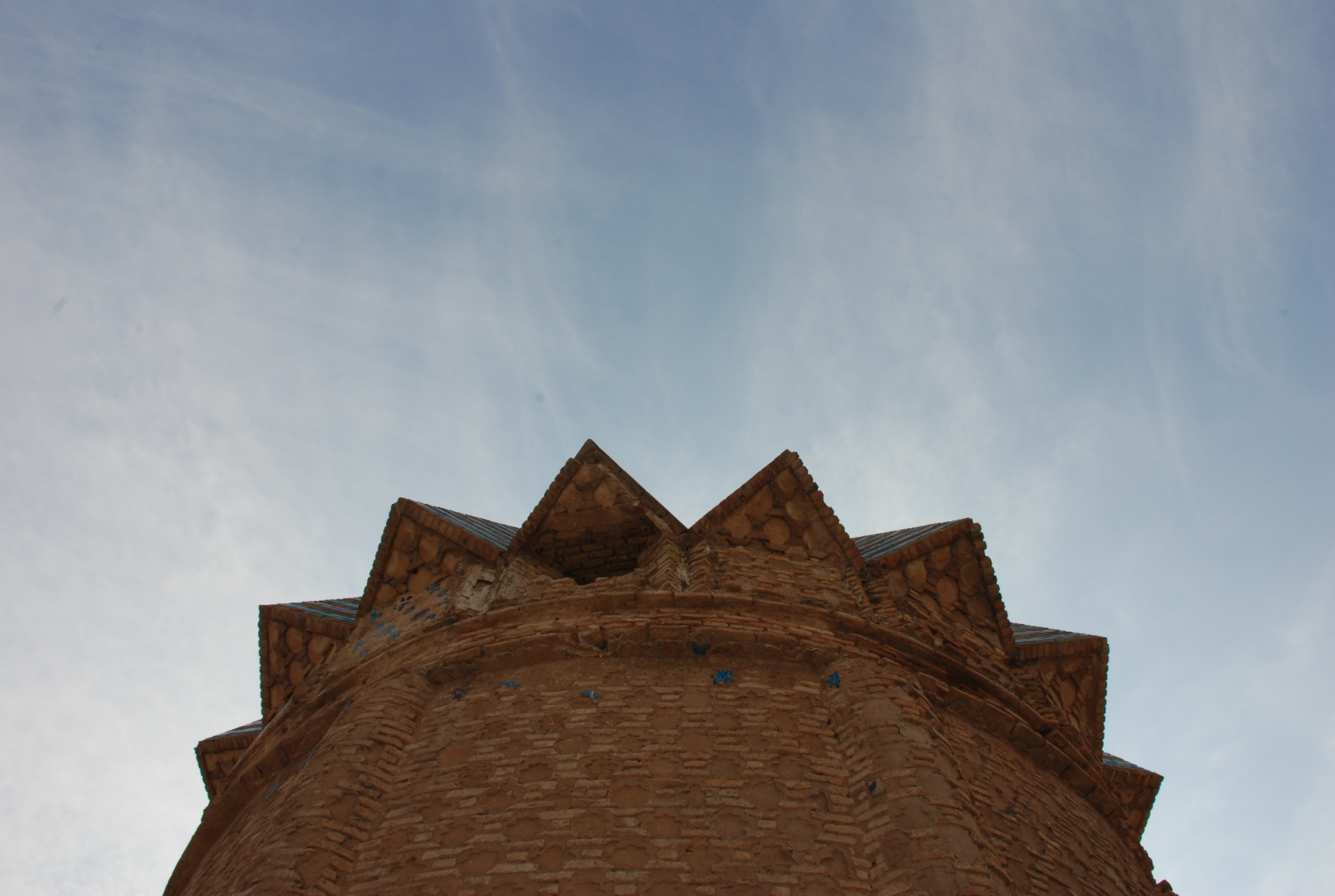
نمای تاج میل اخنگان
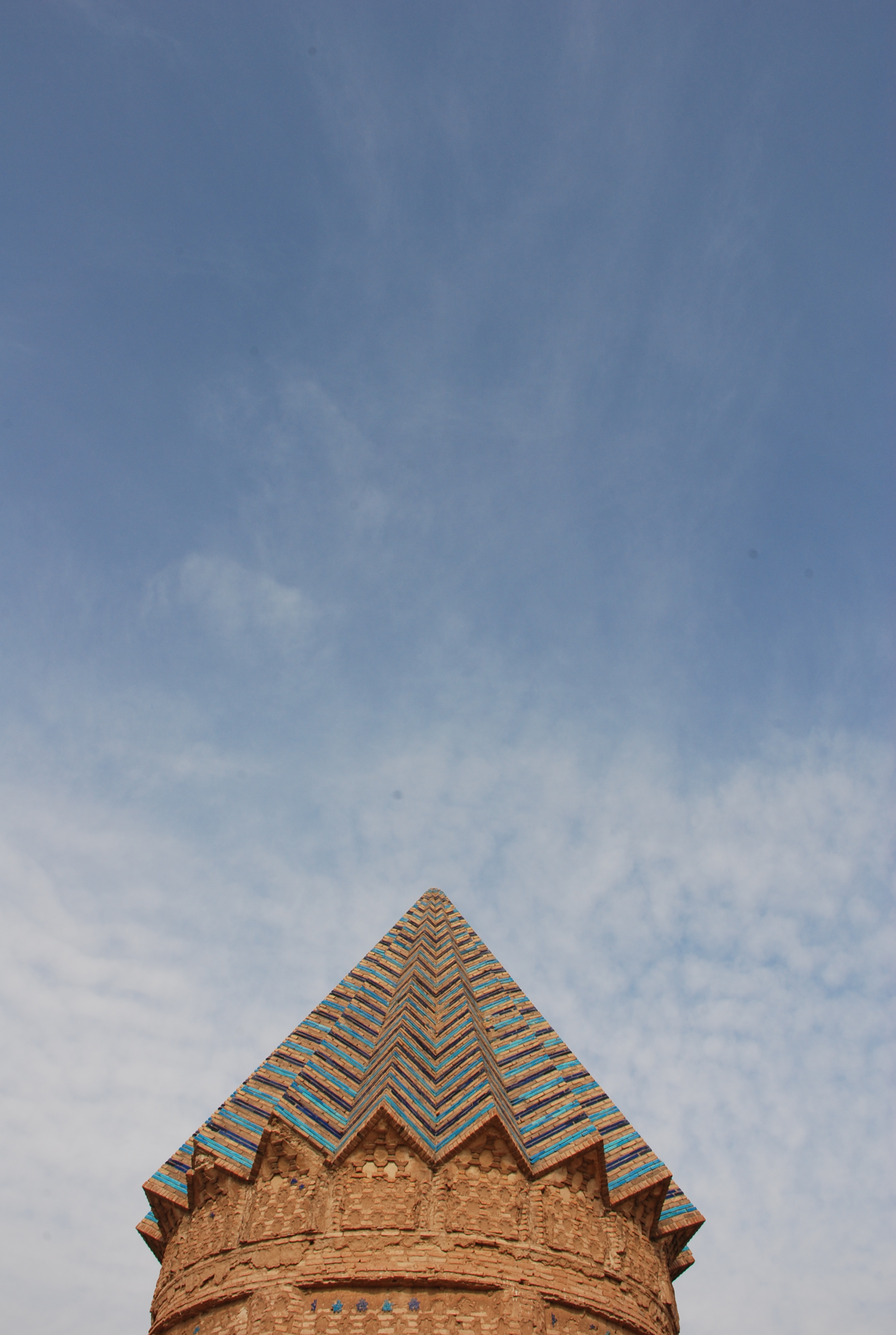
بام میل اخنگان
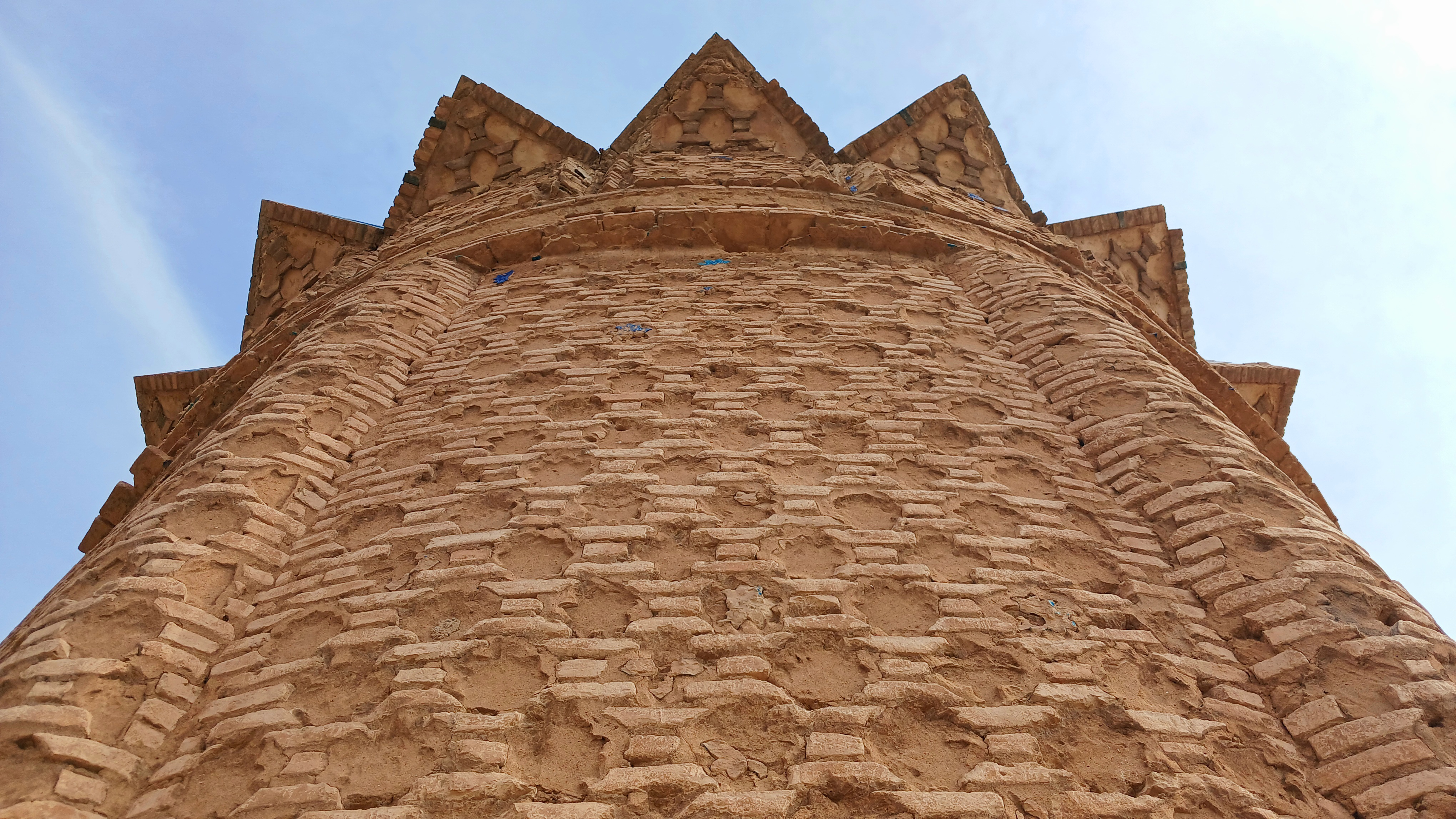
دندانه های گنبد برج از زاویۀ پائین
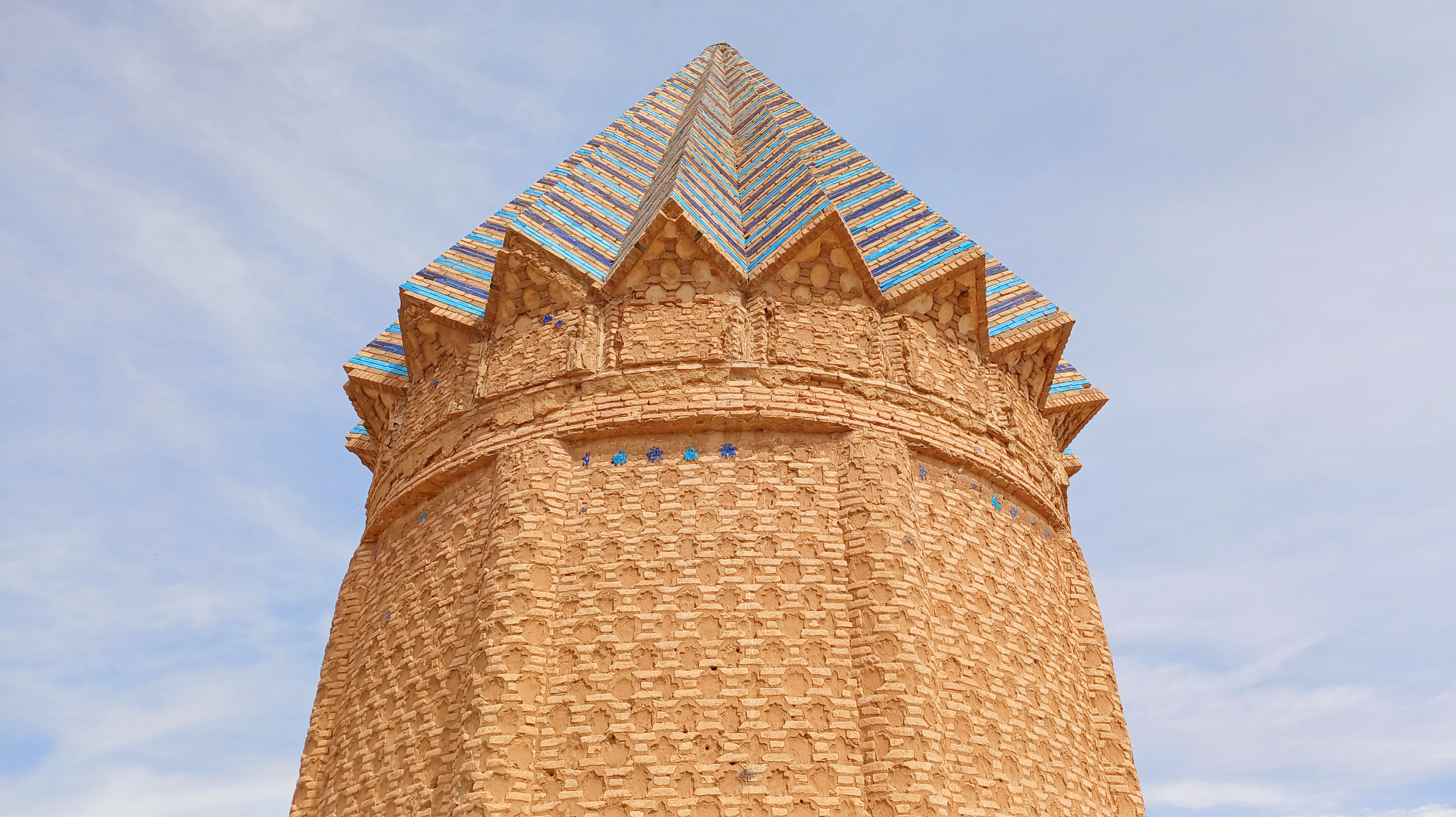
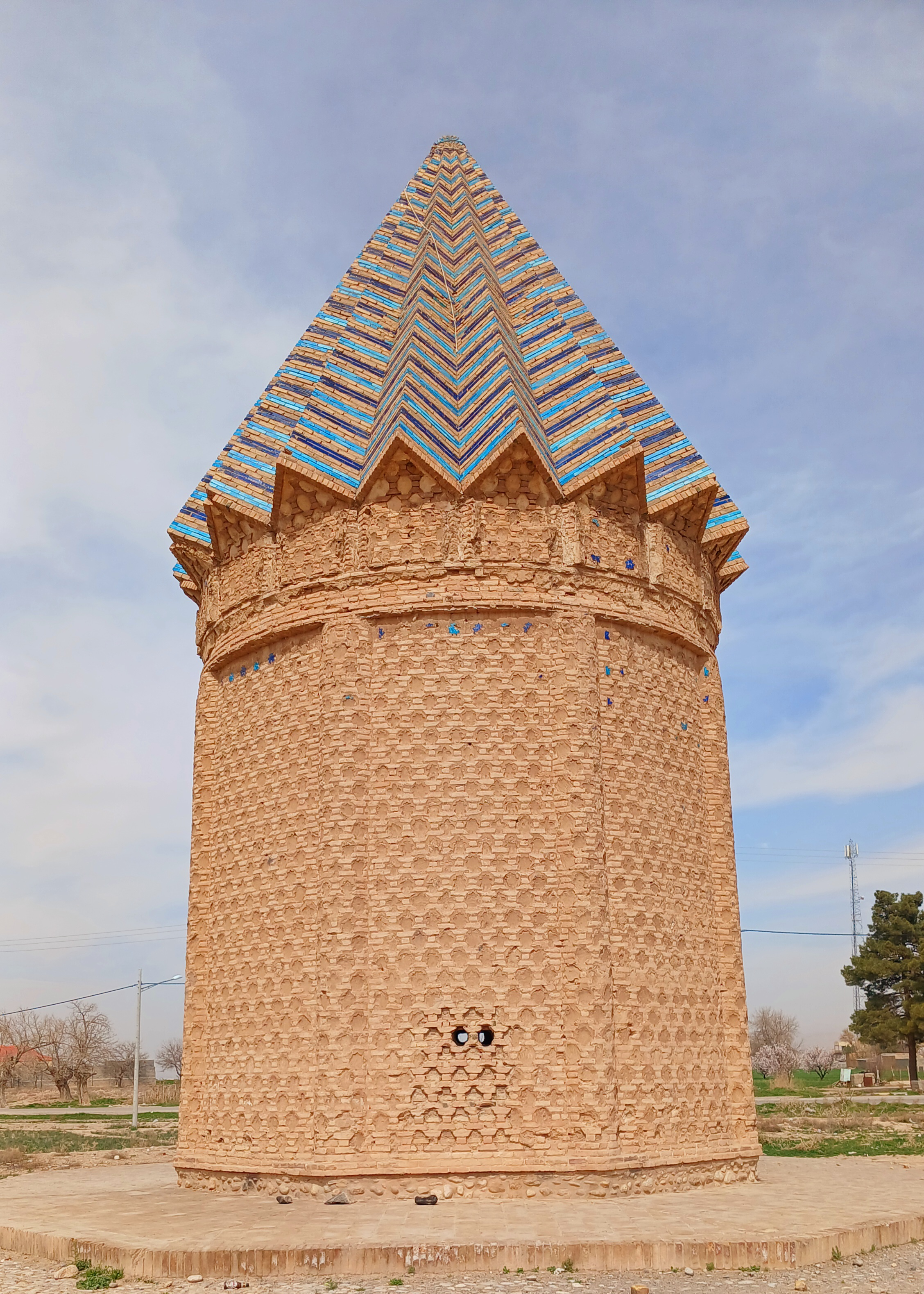
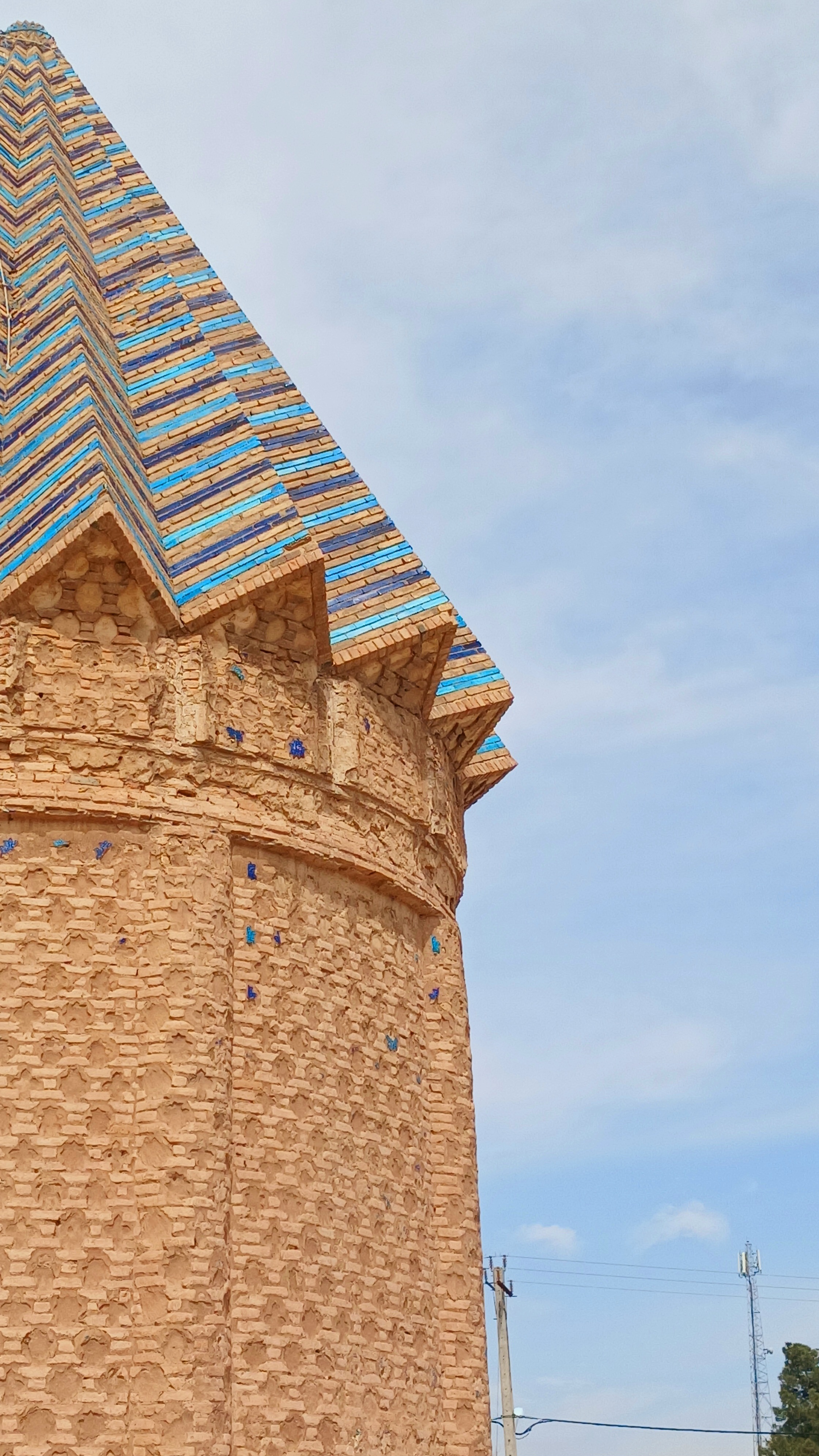
گنبد رُک این بنا با ساختار دندانه ای خود، این برج را به بنای تاریخی منحصر بفردی تبدیل کرده است
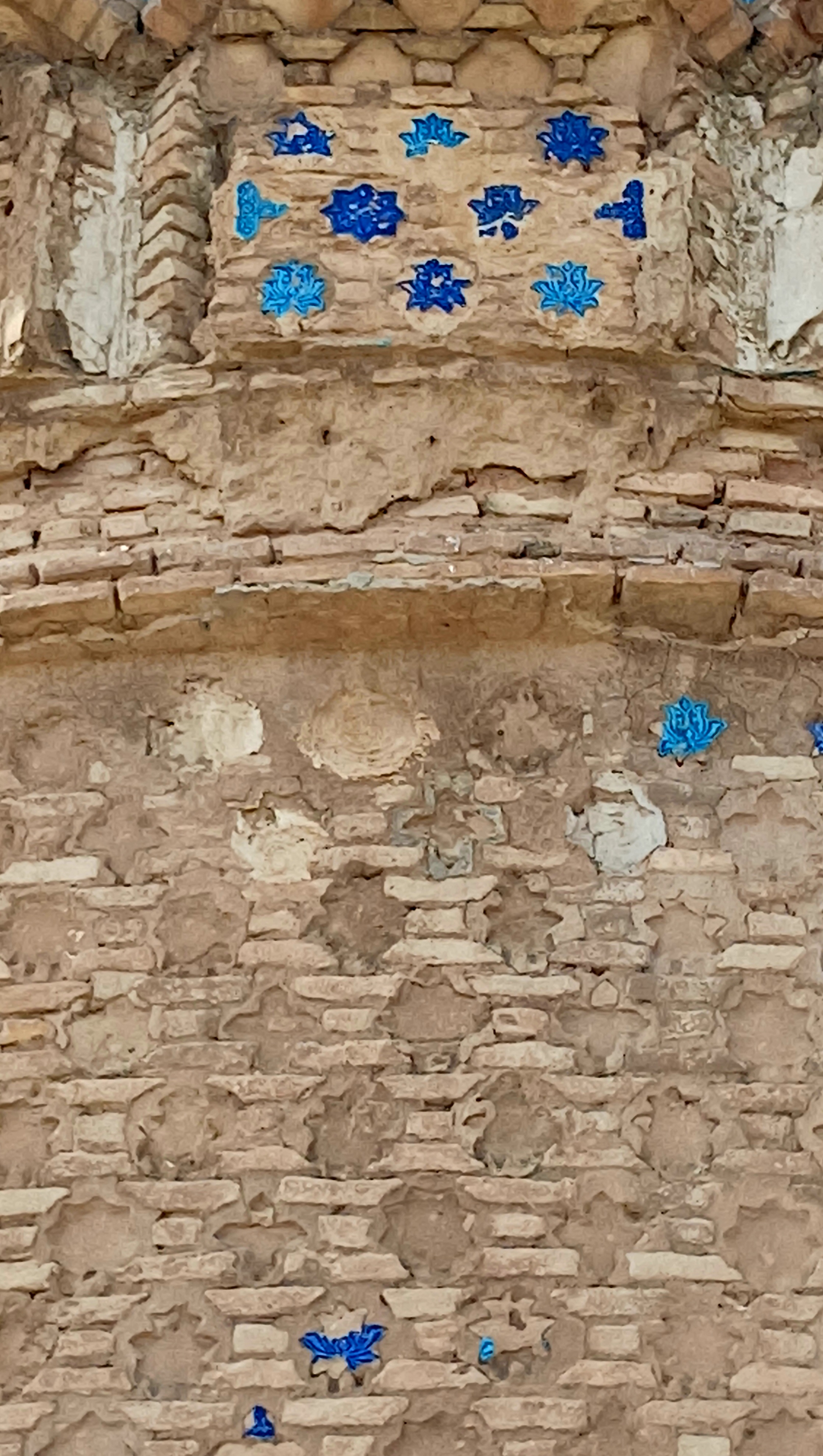
تزئینات کاشی‌کاری بسیار نفیسی که برروی قسمت فوقانی ساقۀ برج قرار دارند
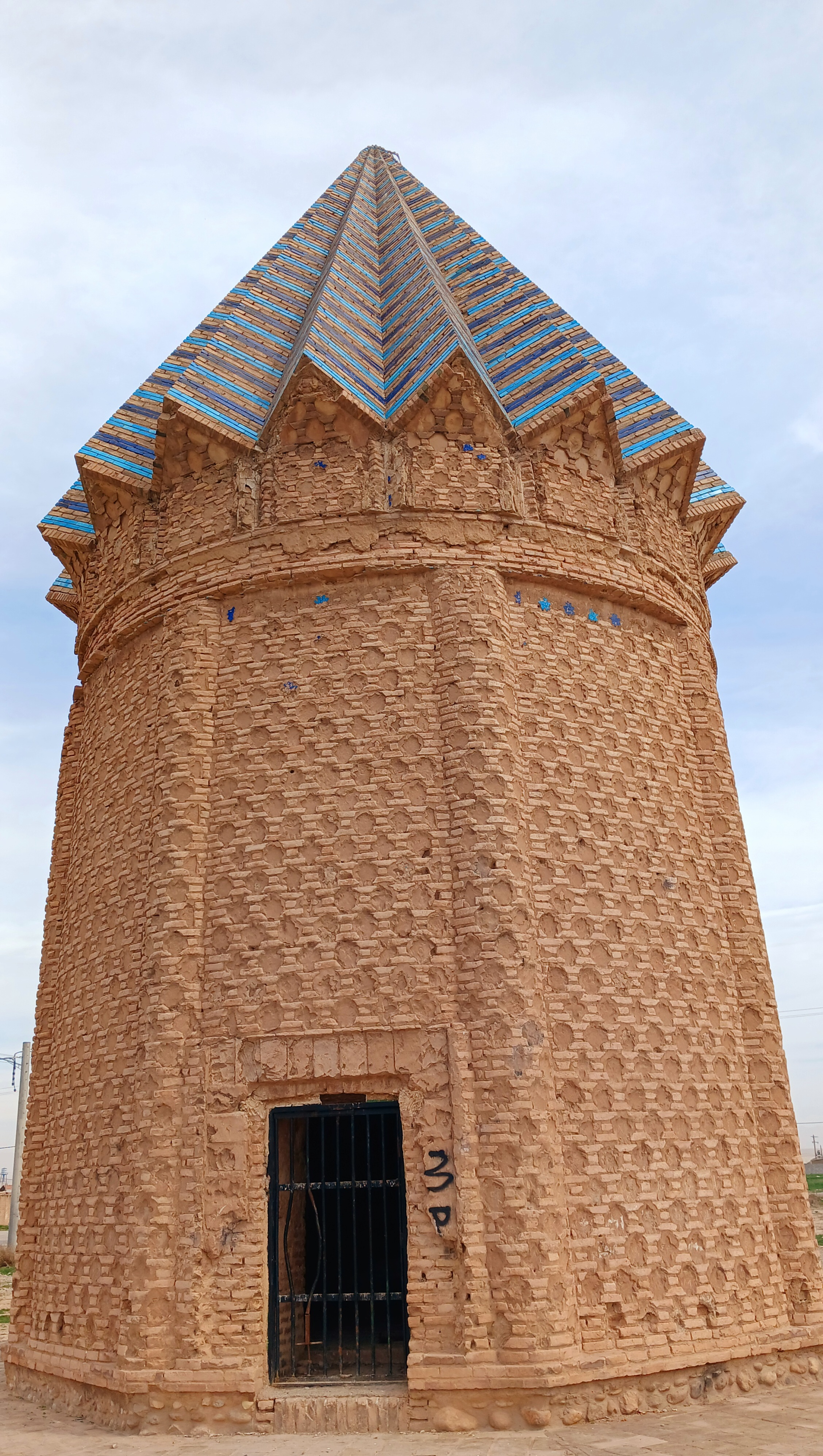
درب ورودی میل